# Мухсін ібн Каїд
Мухсін ібн Каїд (араб. محسن بن قايد; д/н — 1055) — 3-й султан держави Хаммадідів у 1054—1055 роках.

## Життєпис
Син еміра Каїда ібн Хаммада. Останній перед смертю порадив Мухсіну пильно стежити за своїми дядьками, але поводитися з ними добре. 1054 року Мухсін ібн Каїд успадкував владу після смерті батька. Втім намагався обмежити вплив родичів, яких позбавив їх посад. Все це зрештою призвело до конфліктів серед Хаммадідів. Першим повстав дядько Юсуф, намісник на заході. У відповідь Мухсін наказав страти інших батькових братів.
Зрештою 1055 року Мухсіна було повалено й страчено двоюрідним братом Булуггіном ібн Мухаммадом, якого перед тим Мухсін намагався таємно вбити.